# リラクタント・ドラゴン
『リラクタント・ドラゴン』（原題：The Reluctant Dragon）は1941年6月20日に公開された、ディズニー初の実写&アニメ合成映画。モノクロ（オープニングのみ）、カラー、スタンダード。上映時間は73分。「魔法のアニメ王国 ディズニー・スタジオ ～フル・アニメのできるまで～」という名前でポニー及びバンダイ・ビデオ・ネットワークでビデオが発売され、後に「魔法の王国 なつかしのディズニー・スタジオ探訪記」という名前でWOWOWで放送されたこともある。
日本での公開は1956年3月21日（日本での劇場公開時タイトルは「ディズニー撮影所御案内」）。

## 内容

### 実写パート
脚本家ロバート・ベンチリーが自身の脚本の映画化のためウォルト・ディズニーに売り込みにやってくる。ディズニースタジオのスタッフはアニメーション制作に大忙し。ウォルトに会うまでの間、ベンチリーはアニメーション制作の現場を見学させてもらう。

### アニメーションパート
アニメーションパートは、長編である『おちゃめなドラゴン』のほかに『Baby Weems』『グーフィーの乗馬教室』の2本の短編が収録されている。アニメーションパートのうち、『おちゃめなドラゴン』のパートの原作は、ケネス・グレアムが1898年に出した『おひとよしのりゅう』である。

### 登場人物
ケイシー・ジュニア
スクリーンに映し出されたユニークな蒸気機関車。動物達を愛するところがあり、かなり優しいが、船が通ろうとしているときに汽笛で威張り散らすなど、ちょっと生意気なところもある。早い列車が前方に来ると、すぐにポイントを切り替えてもらった。大嵐が発生して橋がガラガラ崩れ落ちてしまい、渡りきれずに、とんでもない大事故を起こしてしまうが、『魔法の王国 なつかしのディズニー・スタジオ探訪記』の評判が良かったため、修理され、その後『ダンボ』に登場してから、サーカス列車としてテーマソングと共に走る。『ダンボ』での出演が有名だが、『リラクタント・ドラゴン』の出演の方が早いので、本作がデビュー作である。
ドラゴン
丘に住むドラゴン。非常に大きいが、心は優しい。音楽とポエムが大好きで、嫌いなことは「痛いことと怖いこと」。平和主義者であり、戦いは好まない。普段は噴かないが、煙や、ある状況下では火を噴くこともできる。
男の子
ドラゴンと騎士についてとても詳しい男の子。名前は不明。父親は羊飼いである。
ジャイルズ
ドラゴン退治の騎士だが、非常に高齢である。ドラゴンと同じようにポエムを作っていて、お互いの作品を褒めあった。

## キャスト
| 役名                    | 俳優                          | 日本語吹替                                                         | 日本語吹替                                                                                              |
| 役名                    | 俳優                          | VHS・LD版                                                          | WOWOW・VOD版                                                                                            |
| ----------------------- | ----------------------------- | ------------------------------------------------------------------ | --- |
| ロバート・ベンチリー    | ロバート・ベンチリー          | 北村総一朗                                                         | 屋良有作                                                                                                |
| ドリス                  | フランセス・ギフォード        | 土井美加                                                           | 田中敦子                                                                                                |
| ハンフリー              | バディ・ペッパー              | 牛山茂                                                             | 平田広明                                                                                                |
| ベンチリー夫人          | ナナ・ブライアント            | 福田公子                                                           | 磯辺万沙子                                                                                              |
| 本人 / クララ・クラック | フローレンス・ギル            |                                                                    | |
| 本人 / ドナルド・ダック | クラレンス・ナッシュ          | 関時男                                                             | 山寺宏一                                                                                                |
| ノーム・ファーガソン    |                               |                                                                    | |
| ウォード・キンボール    | ウォード・キンボール          |                                                                    | 秋元羊介                                                                                                |
| アル                    | アラン・ラッド                | 江原正士                                                           | 牛山茂                                                                                                  |
| スリム                  | レスター・ダー                | 吉水慶                                                             | 伊藤和晃                                                                                                |
| ウォルト・ディズニー    | ウォルト・ディズニー          | 内田稔                                                             | 内田稔                                                                                                  |
| グーフィーの乗馬教室    |                               |                                                                    | |
| ナレーション            | ジョン・マクリーシュ（声）    | 江原正士                                                           | 上田敏也                                                                                                |
| リラクタント・ドラゴン  |                               |                                                                    | |
| ドラゴン                | バーネット・パーカー（声）    | 牛山茂                                                             | 三ツ矢雄二                                                                                              |
| ジャイルズ卿            | クロード・アリスター（声）    | 吉水慶                                                             | 永井一郎                                                                                                |
| 少年                    | ビリー・リー（声）            | 土井美加                                                           | 大島一貴                                                                                                |
| ナレーション            | J・ドナルド・ウィルソン（声） | 江原正士                                                           | 中江真司                                                                                                |
| その他                  | -                             | 遠藤征慈 藤村佳司 下川久美子 藤生聖子 石波義人 岡田吉弘 磯辺万沙子 | 津田英三 近藤玲子 大川透 松本大 坂東尚樹 岩田安生 塚田正昭 小山武宏 大滝進矢 鳥畑洋人 沢海陽子 梁田清之 |

- VHS・LD版：ポニー・バンダイ・パイオニアから発売されたソフトに収録。

## スタッフ
- 製作：ウォルト・ディズニー
- 原作：ケネス・グレアム
- 脚本：テッド・シアーズ、アードマン・ペナー、ウィリアム・コトレル、ラリー・クレモンズ
- 音楽：フランク・チャーチル、ラリー・モーリー
- 作画：フレッド・ムーア、ウォルフガング・ライザーマン、ウォード・キンボール、ウォルト・ケリー
- エフェクト原画：ジョシュア・メダー
- 美術監督：ケン・アンダーソン
- タイトルデザイン：T・ヒー
- アニメーション監督：アブ・アイワークス、ハミルトン・ラスク、ジャック・カッティング、ジャック・キニー
- 監督：アルフレッド・L・ワーカー

### 日本語版
≪VHS・LD版≫
| 翻訳         | トランスグローバル |
| 協力         | 劇団昴             |
| 日本語版制作 | トランスグローバル |

≪WOWOW・VOD版≫
| 演出         | 佐藤敏夫                                    |
| 翻訳         | 桜井裕子                                    |
| 録音制作     | 東北新社                                    |
| 日本語版制作 | DISNEY CHARACTER VOICES INTERNATIONAL, INC. |